# Скрывановка
Скрывановка (укр. Скриванівка) — село, относится к Тарутинскому району Одесской области Украины.
Население по переписи 2001 года составляло 81 человек. Почтовый индекс — 68514. Телефонный код — 8-04847. Занимает площадь 0,14 км². Код КОАТУУ — 5124781404.

## Местный совет
68514, Одесская обл., Тарутинский р-н, с. Вознесенка Вторая, ул. Ленина, 80